# Garfield rémes-krémes éjszakája
A Garfield rémes-krémes éjszakája, RTL-es szinkronban: Garfield és barátai: A kalózok szigete (eredeti cím: Garfield's Halloween Adventure) 1985-ben bemutatott amerikai rajzfilm, amely a Garfield-sorozat negyedik része. Az animációs játékfilm rendezője és producere Phil Roman. A forgatókönyvet Jim Davis írta, a zenéjét Ed Bogas és Desirée Goyette. A tévéfilm a Film Roman Productions és a United Media Productions gyártásában készült.
Amerikában 1985. október 30-án a CBS sugározta. Magyarországon két szinkronos változat is készült belőle, amelyekből az elsőt az MTV2-n 1993. május 14-én, a másodikat az RTL Klubon 2010. október 31-én vetítették le a televízióban.
Eredeti angol címe: Garfield's Halloween Adventure, vagy Garfield in Disguise, ami magyarul Garfield mindenszenteki kalandja, illetve Garfield álruhában.

## Cselekmény
Garfield (Lorenzo Music) egyik reggel a tévét nézve Binky bohóc (Thom Huge) műsorán unatkozik, egész addig amíg Binky fel nem hívja a figyelmét egy számára igen fontos dologra: „Jó formában kell lennetek srácok, mert ma van a csodálatos este amikor összegyűjthettek mindenféle édességet!”. Mindenszentek (az angolszász területeken Halloween) napja közeleg, amikor a gyerekek ijesztő maskarákba öltözve járják a házakat, s ahol a lakóktól cukrot, csokoládét kapnak. „Mindenszentek a kedvenc ünnepem! – áradozik Garfield – Nem olyan mint más lankadt ünnep. Ilyenkor nem szúródik fenyőtű a talpamba, nincsenek buta nyulak, meg tűzijáték, meg rokonok csak cukor! Sok csokoládé! Rengeteg sok! Ilyen egyszerű ez. Csodás.”
Kezdésképp ráijeszt még Jonra (Thom Huge) és Odie-ra (Gregg Berger), s belekóstol a tökbélbe, ami a lasagnára emlékezteti. Végül úgy dönt, hogy Odiet is magával viszi, s kétszer annyi édességet tölthetnek meg, noha szerinte a kutya „olyan buta, hogy csak székre állva tudja emelni az intelligencia szintjét.” Odienak úgy magyarázza el mindezt, hogy a jó kis kutyáknak kötelességük segíteni mindenszentekkor a cicákat cukrot szerezni, s ha ügyes egy nagy tábla csokit kap, s Odie nyomban rááll. Jon limlomja közt pedig találnak régi kalóz jelmezeket, a gazdájuktól kapnak két zsákot és elindulnak.
Éjjel van, s sok jelmezes alakkal találkoznak, akik között vannak igazi szellemek, szörnyek és rémalakok is. Közben mindkét zsák megtelik, de Garfield nem éri be ennyivel, még többet akar, s nem állhatja útját még a folyó sem. Beszállnak egy Caroline nevű csónakba, ahol „Rőtszakáll kalózkapitány”(az RTL klub által kibocsátott új szinkron már Narancsszakáll, a kalóz nevet használja) – azaz Garfield –, átveszi a parancsnokságot. De nem érnek a másik partra, Odie kiejti az evezőket és folyón lefelé haladnak, míg végül egy szigetre érnek. A szigeten egy öreg kísérteties ház áll, bár magányosnak tűnik, de a kandallóban tűz ég. Ott találkoznak egy vén emberrel (C. Lindsay Workman), aki elmeséli nekik azoknak a kalózoknak a történetét, akik itt a házban ásták el a mindenütt összerabolt kincseket. A kalózok megfogadták, hogy száz év múlva, még a sírból is kikelnek, hogy eljöjjenek a kincsért. A nap ma jött el, mindenszentek estéjén, s pontosan éjfélkor érkeznek meg a kalózok-vagyis pontosabbak a szellemeik. Éjfélig már csak öt perc van, s Garfieldék készülnek tovább állni, de a vén ember ellopja a csónakjukat, amelyben az édesség is van. A kalózok megérkeznek, megtalálják a kincset, de sajnos Garfieldra és Odiera is rábukkannak egy kis szekrényben. A két állat megpróbál úszva elmenekülni, de a vízben jön rá Garfield, hogy nem is tud úszni. Odie ellenben kimenti és kievickélnek a partra. Ott megtalálják a Caroline-t és az édességet is. Így minden jól végződött, Garfield pedig, amiért Odie megmentette, olyat tesz ami „meredeken ellenkezik a jellemével” és neki adja a fél zsákmányt.
A napjainkban is óriási sikernek örvendő Garfield képregényt alkotója Jim Davis az 1980-as évek közepétől kezdte filmre vinni. A rajzfilmek ezen darabja ma már igazi klasszikusnak számít. Davis rajzfilmjeiben igyekszik az általa megalkotott képregényfigurát pontosan átadni. Lou Rawls afroamerikai énekes hangjával jazz számok is hallhatók a filmben, melyek a slágerek színvonalával vetekszenek.

## Szereplők
| Szereplő      | Eredeti hang       | Magyar hang        | Magyar hang     |
| Szereplő      | Eredeti hang       | MTV2 (1993)        | RTL Klub (2010) |
| ------------- | ------------------ | ------------------ | --------------- |
| Garfield      | Lorenzo Music      | Kerekes József     | Kerekes József  |
| Jon Arbuckle  | Thom Huge          | Pusztaszeri Kornél | Czvetkó Sándor  |
| Binky bohóc   | Thom Huge          | Balázsi Gyula      | Magyar Bálint   |
| Odie (Ubul)   | Gregg Berger       | Szűcs Sándor       | saját hangján   |
| TV-bemondó    | Gregg Berger       | Sztarenki Pál      | Király Adrián   |
| Öregember     | C. Lindsay Workman | Beregi Péter       | Kajtár Róbert   |
| Cukrot adó nő | Desirée Goyette    | Kiss Erika         | Kelemen Kata    |

## Szinkronstábok
| Beosztás              | 1993                                | 2010             |
| --------------------- | ----------------------------------- | ---------------- |
| Felolvasó             | Kertész Zsuzsa                      | Korbuly Péter    |
| Magyar szöveg         | Bálint Ágnes                        | Borsiczky Péter  |
| Hangmérnök            | Solymosi Ákos                       | Hidvégi Csaba    |
| Rendezőasszisztens    | Rónai Rita                          | Száz Andrea      |
| Vágó                  | –                                   | Horváth István   |
| Gyártásvezető         | Vácz Zsuzsanna                      | Mészáros Szilvia |
| Technikai munkatársak | Áhel László Katona István           | –                |
| Szinkronrendező       | Szalay Éva                          | Ullmann Gábor    |
| Producer              | –                                   | Kovács Zsolt     |
| Szinkronstúdió        | Syinthrate                          | Szinkron Systems |
| Közreműködő           | Demjén Imre vállalkozása Viton Kft. | –                |
| Megrendelő            | MTV2                                | RTL Klub         |

## Betétdalok
| Dal                                                            | Előadó                    |
| -------------------------------------------------------------- | ------------------------- |
| This is the Night                                              | Lou Rawls                 |
| What Should I Be? (Mi legyek én?)                              | Lorenzo Music             |
| Over the Raging Sea We Go (a kalóz dal) (A hét tenger kalózai) | Lorenzo Music             |
| Scaredy Cat (Betoji macska)                                    | Lou Rawls Desirée Goyette |

## Díjak
A tévéfilm 1986-ban nyert Primetime Emmy-díjat a legjobb animációs műsor kategóriában.